# 임채원
임채원(1972년 1월 12일 ~ )은 대한민국의 배우이다. 가족관계로 남편은 최승경(배우 겸 코미디언)이고 정은수(배우)는 외사촌이다. 대표작으로 드라마 《사랑이 뭐길래》 등이 있다.
본명은 임경옥이다. (정부직할) 부산시 (現 부산광역시)에서 태어나 초등학교 1학년 때 부산으로 내려와 줄곧 그 곳에서 살았다. 고등학교 재학 시절 존슨앤존슨 모델 선발대회 대상과 미스롯데 선발대회 은상을 수상하여 광고모델로 연예계 생활을 시작하였다. 그리고 고등학교 3학년 때 아버지의 후원으로 탤런트 시험에 응모하였다. 결국 1989년, MBC 19기 공채 탤런트로 합격되어 데뷔하게 되었다. MBC 19기에선 많은 스타 연기자들이 배출되었는데, 동기로는 김나운, 신윤정, 오연수, 음정희, 장서희, 김찬우, 김명수, 박형준, 이창훈 등이 있다.
데뷔 초부터 드라마 <동의보감>에서 나이에 불무하고 30대 중반의 배역을 맡아 출중한 연기력을 과시했다. 데뷔 후 주로 베스트 극장 등 여러 단막극에 자주 출연하였다. 임경옥은 1992년, 드라마 <사랑이 뭐길래>에 대발이 여동생 이성실 역으로 발탁되어 이로 인해 그녀의 인지도 상승하여 각종 CF를 출연하고 여기저기서 출연요청이 쇄도하였다. 즉, 전성기를 이루었다. 또한 그녀의 인기가 치솟을 무렵 당시 모 성형외과 의사가 임경옥을 최고의 미인으로 뽑기도 했다.
1996년에 <전설의 고향>에서는 데뷔 이래 처음으로 출연하여 구미호 역을 맡았다. 1997년, <우리는 애견가족>이라는 프로그램에 출연하여 애견이 감기 걸렸을 때의 치료법, 미용법 등 애견을 돌보는 방법을 가르쳐 주기도 했다.
그리고 이듬해에 미국으로 유학을 갔는데 1996년 MBC 일일드라마 서울 하늘 아래를 끝으로 브라운관에서 사라졌으며 그 이후 KBS 2TV 주말극 아씨, MBC 주말극 그대 그리고 나 캐스팅 섭외를 받았으나 재충전의 기회를 위해 사양했다.
약 1년 6개월 동안의 미국 생활을 청산하고 귀국하였으며 1999년 <장미와 콩나물>에 출연하면서 브라운관에 복귀하였다.
2005년에 자신의 본명 임경옥이라는 이름을 임채원으로 개명하였으며 지난 2007년 약 10여년 동안 사귀던 최승경과 결혼하여 현재 슬하 1남이 있다. 현재 각종 드라마에 조연으로 출연하고 있다.

## 학력
- 서대문중학교 (졸업) - 오류가 있는듯. 서대문중학교는 남중이었음.
- 경복고등학교 (졸업)
- 명지대학교 대학원 영상미디어학과 예술학 석사

## 출연작

### 드라마
| 연도 | 방송사 | 제목                                            | 역할            | 비고             |
| ---- | ------ | ----------------------------------------------- | --------------- | ---------------- |
| 1991 | MBC    | 우리들의 천국                                   | 서준희          | 163부작          |
| 1991 | MBC    | 고개숙인 남자                                   |                 | 35부작           |
| 1991 | MBC    | 동의보감                                        | 미사            | 14부작           |
| 1992 | MBC    | 사랑이 뭐길래                                   | 이성실          | 55부작           |
| 1992 | MBC    | 약속                                            |                 | 16부작           |
| 1992 | MBC    | 일출봉                                          | 업산 부인       | 72부작           |
| 1993 | MBC    | 나팔꽃                                          |                 | 69부작           |
| 1993 | MBC    | 엄마의 바다                                     |                 | 66부작           |
| 1993 | KBS2   | 사랑은 못말려                                   |                 |                  |
| 1993 | MBC    | 일지매                                          | 정란            | 8부작            |
| 1994 | KBS2   | 그대 있음에                                     | 노승미          |                  |
| 1994 | KBS2   | 딸부잣집                                        | 강휘라          | 70부작           |
| 1995 | SBS    | 우리들의 넝쿨                                   | 혜지            | 12부작           |
| 1995 | MBC    | 숙희                                            | 민자            | 51부작           |
| 1995 | KBS2   | 내 사랑 유미                                    |                 |                  |
| 1996 | SBS    | 만강                                            |                 | 63부작           |
| 1996 | KBS2   | 전설의 고향'야호' 편                            | 구미호          | 24부작           |
| 1996 | MBC    | 서울 하늘 아래                                  | 남유자          | 37부작           |
| 1999 | MBC    | 장미와 콩나물                                   | 상희            | 51부작           |
| 1999 | KBS1   | 해뜨고 달뜨고                                   | 김윤정          |                  |
| 2000 | KBS1   | 태조 왕건                                       | 국대부인 견씨   | 200부작          |
| 2000 | KBS1   | 약속                                            | 유미            |                  |
| 2001 | KBS2   | 부부클리닉 사랑과 전쟁                          |                 |                  |
| 2001 | KBS2   | 쿨                                              | 김수정          | 16부작           |
| 2002 | KBS1   | 제국의 아침                                     | 초선            | 94부작           |
| 2002 | EBS1   | TV로 보는 원작동화 '마법의 빨간 립스틱' 편      | 미야 엄마       |                  |
| 2002 | KBS2   | 드라마시티 - 그 여름 우편배달부는 어디로 갔을까 | 윤희            | 1부작            |
| 2002 | KBS2   | 드라마시티 - 내시의 처                          | 귀연/연실       | 1부작            |
| 2002 | SBS    | 오픈드라마 남과 여 - 조폭 할아버지              | 선주            | 1부작            |
| 2003 | SBS    | 오픈드라마 남과 여 - 돈이 더 좋아               | 미나            | 1부작            |
| 2003 | SBS    | 오픈드라마 남과 여 - 명품 마누라                | 명주            | 1부작            |
| 2003 | KBS2   | 드라마시티 - 순결한 그녀                        | 서미란          | 1부작            |
| 2003 | KBS2   | 드라마시티 - 장밋빛 인생                        | 나연            | 1부작            |
| 2003 | KBS1   | 무인시대                                        | 부용            | 158부작          |
| 2004 | KBS2   | 용서                                            | 김형숙          | 162부작          |
| 2005 | KBS2   | 마법전사 미르가온                               | 최경아          |                  |
| 2005 | KBS2   | 드라마시티 - 두 번째 첫사랑                     | 하영            | 1부작            |
| 2005 | KBS2   | 걱정하지마                                      | 홍주            | 156부작          |
| 2006 | SBS    | 마이 러브                                       | 소은주          | 21부작           |
| 2006 | KBS1   | 대조영                                          | 어홍            | 134부작          |
| 2009 | MBC    | 멈출 수 없어                                    | 강미옥          | 129부작          |
| 2011 | MBC    | 짝패                                            | 권씨            | 32부작           |
| 2011 | SBS    | 내 사랑 내 곁에                                 | 김현주          | 50부작           |
| 2012 | MBC    | 마의                                            | 이명환의 처     | 50부작           |
| 2013 | KBS2   | KBS 드라마 스페셜 - 내 낡은 지갑 속의 기억      | 채수아의 어머니 | 1부작 (특별출연) |
| 2015 | KBS1   | 가족을 지켜라                                   | 최윤정          | 123부작          |
| 2016 | KBS2   | 내 마음의 꽃비                                  | 서연희          | 128부작          |
| 2019 | KBS1   | 여름아 부탁해                                   | 주용순          | 128부작          |
| 2022 | KBS1   | 으라차차 내 인생                                | 김정은          | 120부작          |

### 영화
- 1993년 《가슴 달린 남자》 ... 이미란 역

### 라디오 프로그램
- 2014년 EBS FM 《EBS 책 읽는 라디오 낭독 시리즈》

### 광고
- 1990년 <롯데제과 임페리얼> <롯데제과 월드콘> <롯데제과 조우카크랙카> <롯데제과 MVP초코렛>
- 1990년 <롯데제과 후라보노껌> <롯데제과 노스트레스껌 (feat 심형래)>
- 1991년 <일양약품(주) 식품사업부 나폴레온화이바애플 / 화이브 미니 (feat 김완선)>
- 1992년 <신송식품 신송간장골드 - 젊은 주부의 선택>
- 1992년 <한국피죤 마프러스>
- 2007년~ <국민건강보험>
- 2009년 경주이사금 - 엄마의 마음에 신선함을 더하세요
- 2009년 보건복지부 - 건강검진 (feat 오상진, 조수빈, 정미선, 임현식)
- 2010년~ 2011년 대동모피 (feat 유지연)
- 2013년 보건복지부 - 건강검진 (feat 오상진, 정미선, 임현식)
- 2020년 광주시 - 육질최강 토마토 당도높은 토마토 (feat 최승경)

## 기타
- 국민건강보험공단 홍보대사(2008~)